# Moritz Rathenau
Moritz Rathenau, eigentlich Moses Rathenau (* 19. Mai 1799 in Prenzlau; † 14. Juni 1871 in Berlin), war ein deutsch-jüdischer Unternehmer. Er war der Vater von Emil Rathenau, des Begründers der AEG, und Großvater Walther Rathenaus. Die Sozialarbeiterin Jenny Apolant war die Tochter seines Sohnes Albert.
1825 machte sich Moses Rathenau in Berlin als Getreidehändler selbständig. 1836 heiratete er Pauline Liebermann (eigentlich Therese, genannt Teibchen), deren Vater Josef Liebermann als erster in Preußen Baumwollstoffe mechanisch herstellte. 1841 trat Moritz Rathenau der Gesellschaft der Freunde bei, einem jüdischen Verein in Berlin, dessen Mitglieder sich in den Fällen von Armut, Arbeitslosigkeit, Krankheit und Tod gegenseitig unterstützten.